# 大日本帝国憲法第35条
大日本帝国憲法第35条（だいにほん/だいにっぽん ていこくけんぽう だい35じょう）は、大日本帝国憲法第3章にある。
江戸時代まで、国の代表者を民衆から選ぶというシステムはほぼなかった。明治時代初期も、そのようなシステムはなかったが、板垣退助を中心とした自由民権運動に押され、国会が開設され、そこでは国民による衆議院議員の選択が行われた。しかし、選挙権を持ったのは直接国税を15円以上納める25歳以上の男子にしか認められておらず、これが後の
普通選挙運動につながっていくこととなる。のちに、納税額と投票権付与年齢の引き下げが行われ、1925年には普通選挙法が制定され男子普通選挙が実現した。また男女平等の普通選挙が実現するのは、戦後、現在の日本国憲法に改正される直前になってからである。

## 現代風の表記
衆議院は、選挙法の定めるところにより、公選された議員をもって、これを組織する。